# Estorãos (Ponte de Lima)
Estorãos es una freguesia portuguesa del concelho de Ponte de Lima, con 17,10 km² de superficie y 513 habitantes (2001). Su densidad de población es de 30,0 hab/km².

## Galería

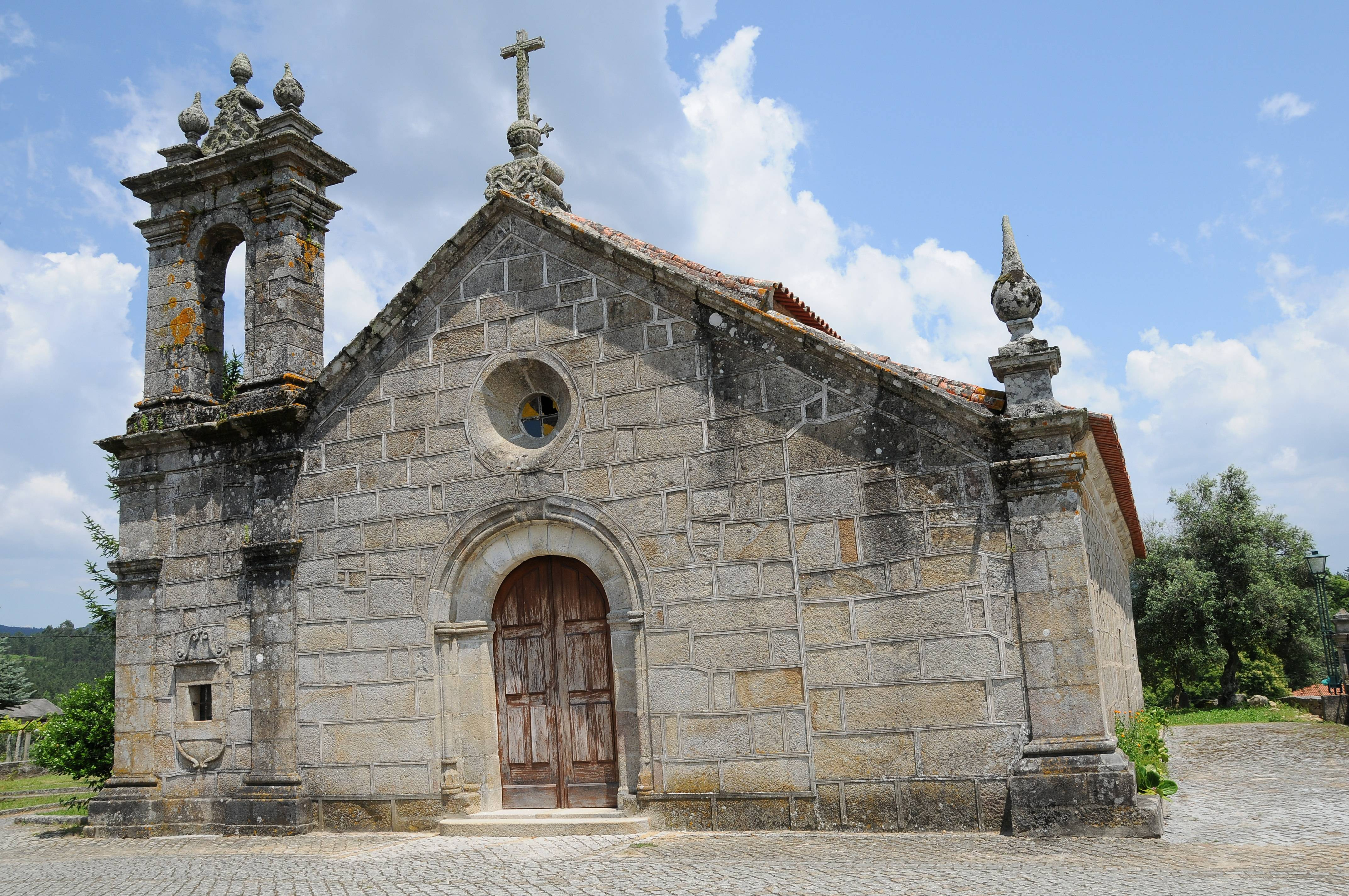
Iglesia de Estorãos